# متنزه جزيرة روبوندو الوطني
متنزه جزيرة روبوندو الوطني (بالسواحلية: Hifadhi ya kisiwa cha Rubondo)‏ هو واحد من متنزهين وطنيين تنزانيين اثنين يقعان على جزر في بحيرة فيكتوريا (المتنزه الثاني هو متنزه جزيرة سانانيه الوطني). تجذب الجزيرة أعداداً متواضعة من الزائرين سنوياً وينقسمون بصورة رئيسية من صائدي الأسماك وهواة الطيور.

## لمحة تاريخية
أصبحت جزيرة روبوندو محمية صيد عام 1965 حتى توفر مأوى للحيوانات. وأعلن عن جعل الجزيرة متنزهاً وطنياً عام 1977. اليوم روبوندو غير آهلة بالسكان، وعليه فقد ظلت الغابات تشكل نسبة قدرها 80% من أراضي الجزيرة. عاش على الجزيرة في السابق أربعمئة صياد محلي من قبيلة زينزا ممن كانوا يشتغلون في حقول زراعة الموز. بادرت الحكومة بإعادة توطينهم إلى كل من البر الرئيسي التنزاني والجزر القريبة المجاورة خلال أواخر ستينيات القرن العشرين. أقرت المحكمة عقوبات بلغت مدتها الستة أسابيع سجناً لمن ينزل على الجزيرة دون الحصول على إذن من الجهات المختصة، وأخرى انطوت على السجن مدة قدرها ستة أشهر لمن يحاول ممارسة الصيد غير المشروع.

## الجغرافيا

حانب من منطقة لوكايا على جزيرة روبوندو

تقع جزيرة روبوندو في الزاوية الجنوبية الغربية من بحيرة فيكتوريا بتنزانيا على بعد حوالي 150 كـم (93 ميل) غرب ميناء موانزا. يبلغ حجم جزيرة روبوندو الرئيسية 237 كم2. يحيط بالجزيرة أحد عشرة جزيرة صغيرة لا تتجاوز مساحة أياً منها الاثنين كيلومتر مربع. تغطي هذه الجزر العشر من متنزه جزيرة روبوندو الوطني مساحة قدرها 456.8 كـم2 (176.4 ميل2). تقع بحيرة فيكتوريا على ارتفاع قدره 1134 متراً فوق مستوى سطح البحر. تعد تلال ماسا الواقعة أقصى شمال روبوندو أعلى نقطة على الجزيرة حيث تقع على ارتفاع 1486م فوق مستوى سطح البحر (أي تقع على ارتفاع 350م فوق مستوى سطح البحيرة). يبلغ طول الجزيرة الرئيسية مقاساً من شمال للجنوب 28 كيلومتراً، فيما يتراوح عرضها ما بين الثلاثة حتى العشرة كيلومترات. تقع جزيرة روبوندو على صدع في البحيرة. وتتألف بصورة أساسية من صدع مغمور جزئياً بالمياه ينقسم إلى أربعة تلال متشكلة بركانياً تربط فيما بينها ثلاثة برازخ أكثر استواءً. تتميز جزيرة روبوندو بتربتها البركانية كما تتميز بعدم وجود أية أنهار عليها. تتألف البيئة الطبيعية من غابة مختلطة دائمة الخضرة وغابة شبه معبلة مغطية نحو 80% من مساحة سطح الجزيرة وتنتشر عليها عدة أنواع نباتية شائعة مثل حَبُّ المُلْوك الغابي وغالبا ما يصاحبها طبقة حرجية تحتية كثيفة من المتسلقات أو الكروم الخشبية. يتخلل الغابة بقع من الأراضي العشبية المفتوحة وجميعها عبارة عن أحراج أكاسيا ما عدا تلك الموجودة في منطقة لوكايا. يتصف الساحل الشرقي للجزيرة بانتشار المناطق الصخرية والشواطئ الرملية عليها، في حين تنتشر مستنقعات نبات البردي الواسعة مصطفة إلى جانبها أشجار النخيل على الساحل الغربي.
وبالنسبة لهطول الأمطار فيتخذ توزعه على الجزيرة منحى ثنائي الشكل حيث يبلغ الذروة خلال شهر ديسمبر وكذلك خلال شهري أبريل ومايو من كل عام أثناء الموسم الماطر الممتد من شهر أكتوبر حتى مايو. تتراوح درجات الحرارة السنوية من 19 درجة مئوية حتى 26 درجة مئوية.

## حيوانات المتنزه

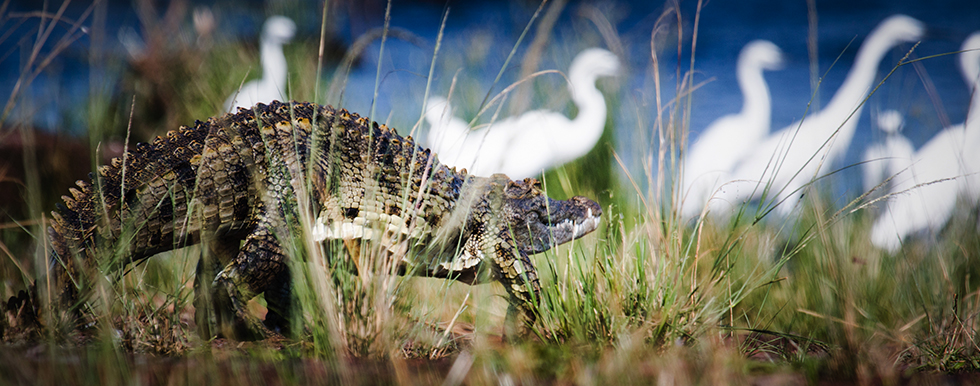
تمساح في روبوندو

أطلق عالم الحيوانات بيرنهارت غجيميك من جمعية فرانكفورت لعلم الحيوان سبعة عشر شيمبانزي في جزيرة روبوندو توزعوا على أربعة دفعات على مدة أربعة سنوات من عام 1966 حتى عام 1969. وصلت أول دفعة شيمبانزي إلى العاصمة التنزانية السابقة دار السلام على متن باخرة ألمانية بتاريخ 17 يونيو عام 1966. لم تكن الحيوانات الواصلة حديثاً مجهزة للبيئة الجديدة ولم تحصل على تدريب قبل إطلاقها. كانت جميع حيوانات الشيمبانزي مولودة في البراري ويعود موطنها الأصلي وفق أحد المزاعم إلى غرب أفريقيا. وهذا بالرغم من عدم وجود سجلات محددة توثق بلداً أو موطناً لغالبية الشيمبانزي التي أطلقت على الجزيرة. بقيت الدفعة الأولى في الأسر ضمن حدائق الحيوان أو الأسراك بأوروبا قبل إطلاقها لفترات زمنية متفاوتة ترواحت من ثلاثة أشهر ونصف حتى التسعة سنوات. استطاعت الشيمبانزي بعد انقضاء سنة من على إطلاقها العثور على الطعام البري والتهامه وبناء الأعشاش للنوم، وبذلك انتقلت إلى حالة برية غريزية لم تعهد عليها من قبل. نمت أعداد الشيمبانزي على الجزيرة من طلائع الستة عشر شيمبانزي إلى حوالي الأربعين (قدرت هذه الأعداد بناء على عدد الأعشاش).
ويوجد على الجزيرة بالإضافة إلى الشيمبانزي سبعة أنواع أخرى جرى إدخالها على الجزيرة وهي الظبي الأسمر والكركدن (انقرض كليهما الآن) والسوني والفيلة واثنتا عشر زرافة وعشرين قرد كولبس وببغاوات رمادية كانت قد صُودرت من تجارة الحيوانات غير الشرعية.

## الأبحاث على شيمبانزي
أجرت مجموعة بحثية من كلية لندن الجامعية دراسة على الشيمبانزي في جزيرة روبوندو خلال الفترة من عام 2012 حتى عام 2014. نفذ مدراء متنزهات تنزانيا الوطنية مشروع ترويض منذ عام 2015. كتب بيرنهارت غجيميك عن عملية نقل الشيمبانزي إلى الجزيرة في كتاب من تأليفه. وأثبتت عملية الترويض التي أشرف عليها مدراء هيئة المتنزهات الوطنية التنزانية نجاحها. وأصبحت الفرص متاحة أكثر بالنسبة للزوار من أجل قضاء الوقت مع الشيمبانزي خلال فترة بقائهم في منشآت الجزيرة.
من أنواع الحيوانات الشائعة هنالك سعدان الفرفت وظبي السبخة وفرس النهر والزريقاء.

## النقل
يمكن بلوغ جزيرة روبوندو عبر ركوب قارب المتنزه من موقيعن مختلفين. أول هذين الخيارين هو ركوب قارب من كاسيندا وهي قرية صغيرة تقع بالقرب من موغانزا في مقاطعة تشاتو. أمَّا الخيار الآخر فهو أخذ قارب من نكومه بمقاطعة جيتا. وكذلك يمكن بلوغ الجزيرة بطائرات شركة أوريك للطيران أو شركة كوستل حيث يوجد على الجزيرة مدرج خاص بالطائرات.

## وصلات خارجية
- متنزهات تنزانيا الوطنية: الموقع الرسمي لمنتزه جزيرة روبوندو الوطني (بالإنجليزية)
- متنزهات تنزانيا الوطنية (بالإنجليزية)
- مجلس تنزانيا السياحي (بالإنجليزية)